# Operazione Crimp
L'Operazione Crimp, nota anche come Battaglia dei boschi di Ho Bo, è stata un'operazione militare congiunta delle forze armate australiane e statunitensi durante la guerra del Vietnam svoltasi tra l'8 e il 14 gennaio 1966 a circa 20 chilometri a nord di Cu Chi, nella provincia di Binh Duong, in Vietnam del Sud.
L'obiettivo dell'operazione era un comando Vietcong mimetizzato in una serie di tunnel sotterranei. Vi presero parte due brigate sotto il comando della 1st Infantry Division e il 1st Battalion, Royal Australian Regiment, operante insieme alla 173rd Airborne Brigade. Pesanti combattimenti risultarono in perdite elevate in entrambi gli schieramenti ma le forze statunitensi e australiane riuscirono a scoprire un sistema di tunnel di più di 200 chilometri di estensione.
L'operazione fu la più vasta intrapresa dagli Stati Uniti e dai suoi alleati nel Vietnam del Sud fino a quel momento, e la prima che vide impiegate forze a livello di divisione. Nonostante un parziale successo, le forze statunitensi ed australiane riuscirono solo in parte a liberare l'area che rimase un importante centro di rifornimenti e di supporto per i Vietcong e le forze regolari del Vietnam del Nord per il resto della guerra. I tunnel vennero anche utilizzati in seguito come punto di partenza per l'attacco su Saigon durante l'offensiva del Tet del 1968.